# Радолінек
Радолінек (пол. Radolinek, нім. Floth) — село в Польщі, у гміні Чарнкув Чарнковсько-Тшцянецького повіту Великопольського воєводства.
Населення — 187 осіб (2011).
У 1975-1998 роках село належало до Пільського воєводства.

## Демографія
Демографічна структура станом на 31 березня 2011 року:
|          | Загалом | Допрацездатний вік | Працездатний вік | Постпрацездатний вік |
| -------- | ------- | ------------------ | ---------------- | -------------------- |
| Чоловіки | 102     | 19                 | 73               | 10                   |
| Жінки    | 85      | 14                 | 54               | 17                   |
| Разом    | 187     | 33                 | 127              | 27                   |